# 托里涅-富亚尔
托里涅-富亚尔（法語：Thorigné-Fouillard，法語發音：[tɔʁiɲe fujaʁ]）是法国伊勒-维莱讷省的一个市镇，位于该省中部，属于雷恩区和雷恩都会区，其市镇面积为13.58平方公里，2022年1月1日时人口数量为8631人。
托里涅-富亚尔是雷恩都会区的组成部分，位于雷恩市区东北，是雷恩重要的卫星城居民区。

## 地名
该地在中文谷歌地图以及部分网站中被误译为“托里涅富伊拉尔”，此名称为地图从Wikidata上抓取的中文维基早期机翻误译，而“托里涅-富亚尔”一名已修正，符合法汉译音规则。

## 历史
托里涅-富亚尔成立于1982年，由“富亚尔”（Fouillard）和“维莱讷河畔托里涅”（Thorigné-sur-Vilaine）两个市镇合并而成。

## 行政
托里涅-富亚尔的邮政编码为35235，INSEE市镇编码为35334。

## 地理

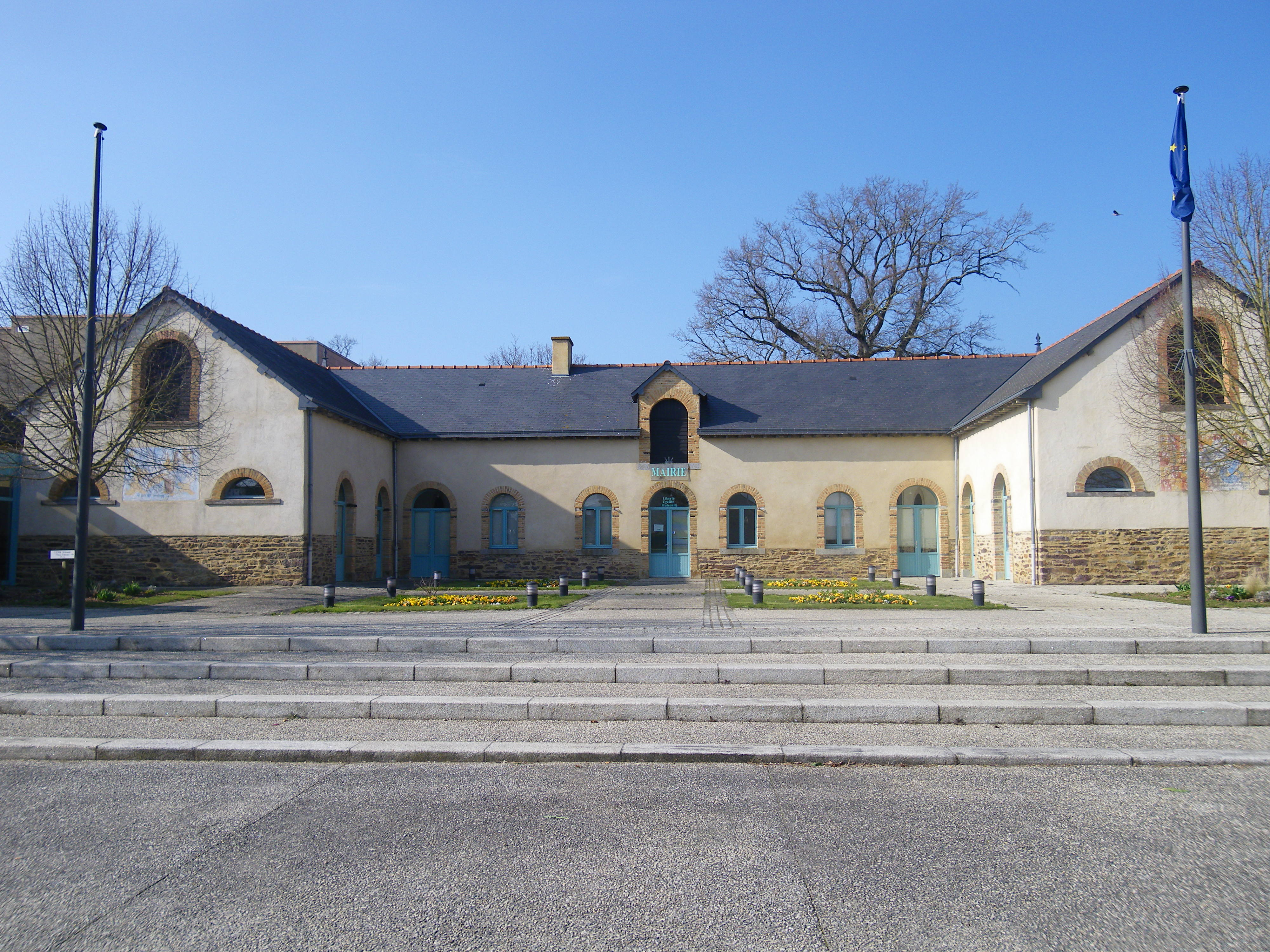
托里涅-富亚尔市政厅

托里涅-富亚尔（48°9'35"N, 1°34'47"W）位于法国西北部，布列塔尼大区东部和伊勒-维莱讷省中部，距离省会雷恩大约9公里。
与托里涅-富亚尔接壤的市镇包括：利夫雷、圣叙尔皮斯拉福雷、贝通、阿西涅、塞松塞维涅。
托里涅-富亚尔境内地势平坦，海拔在27至82米之间。
维莱讷河干流自东向西从托里涅-富亚尔南部过境。
按照柯本气候分类法，托里涅-富亚尔属于较为典型的温带海洋性气候，全年温差较小，降水分布均匀。

## 交通
法国国道N136线（雷恩环城公路）和法国国家A84号高速公路经过托里涅-富亚尔境内，并均设有出入口；伊勒-维莱讷省省道D27线、D29线、D86线和D812线也经过托里涅-富亚尔境内。
雷恩公交50路和快速150线经过托里涅-富亚尔境内并设有站点。

## 政治
现任托里涅-富亚尔市长为加埃尔·勒弗夫尔先生（Gaël Lefeuvre），他是生态党的一名成员。

## 人口
| 年份   | 1936 | 1946 | 1954 | 1962 | 1968 | 1975  | 1982  | 1990  | 1999  | 2004  | 2009  | 2014  | 2018  |
| ------ | ---- | ---- | ---- | ---- | ---- | ----- | ----- | ----- | ----- | ----- | ----- | ----- | ----- |
| 人口數 | 380  | 399  | 330  | 345  | 397  | 1,245 | 3,591 | 5,257 | 6,625 | 6,708 | 7,105 | 8,012 | 8,519 |

## 友好城市
- 匈牙利 哲鲁伊鲍拉特
- 爱尔兰 卢斯克 (爱尔兰)（法语：Lusk (Irlande)）